# Pounchou

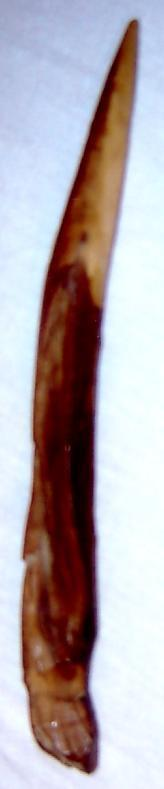
Exemple de pounchou du midi de la France (Tarn-et-Garonne)

Un pounchou (terme occitan signifiant en français « petite pointe »)  ou ponchon est un petit outil simple (un bâton court, affuté) utilisé pour dégager l'épi de maïs de son enveloppe.
Il s'agit d'un morceau de branche de bois dur (par exemple du buis), bien appointé, d'une taille qui permet de facilement l'empoigner.
Dans certaines régions on l'appelle aussi espelouca (en béarnais) ou espeluca.